# Спілка офіцерів України
Спілка офіцерів України — всеукраїнська громадська організація військово-патріотичного спрямування.

## Статут
Статут Всеукраїнської громадської організації «Спілка офіцерів України» був прийнятий та затверджений на I З'їзді офіцерів—громадян України 28 липня 1991 року у м. Києві.
Зміни та доповнення до Статуту Всеукраїнської громадської організації «Спілка офіцерів України» були внесені:
на III з'їзді СОУ (5 квітня 1992 року);
на VI З'їзді СОУ (11 червня 1994 року);
на XIX З'їзді СОУ (10 травня 2008 року);
на XXIV З'їзді СОУ (27 листопада 2016 року).
 З 27 листопада 2016 року — діє Статут Спілки офіцерів України (нова редакція).

Статут «Спілки офіцерів України» було зареєстровано Міністерством юстиції України (Свідоцтво № 139 від 22 жовтня 1991 року), перереєстровано 24 грудня 1992 року та до нього внесено зміни у 2008 році (наказ Міністерства юстиції України від 15.09.2008 року № 156715).

## Історія та діяльність
- I з'їзд офіцерів відбувся 27-28 липня 1991 року. В ході роботи З'їзду було прийнято Постанову про створення «Спілки офіцерів України» з чітко визначеною метою — будівництво національних Збройних Сил та їх соціально-правовий захист. На З'їзд, який був подією історичної ваги, прибуло 320 делегатів і понад 100 запрошених гостей. Успіхові З'їзду сприяла організаційна підготовка, яка розпочалася з проведення Конференції в Києві 2-3 лютого 1991 року (присутні 123 особи — переважно офіцери дійсної служби). Також, в роботі Конференції взяли участь депутати Верховної Ради України, які підтримували ідею необхідності створення Україною власних Збройних Сил.

Оргкомітет підготовки проведення I з'їзду офіцерів складали: Володимир Мулява — заступник Голови Ради Колегій РУХу, капітан Олександр Ємець — народний депутат України, Віталій Чечило — Голова Колегії РУХу з військових питань, Вілен Мартиросян — депутат Верховної Ради СРСР, полковник, Віталій Лазоркін — депутат Львівської обласної Ради, полковник Микола Кульчій, полковник Анатолій Кошиль, підполковник Валентин Пилипчук, викладач політехнічного інституту Олександр Нижник, старший лейтенант Сергій Рудюк, капітан Ігор Деркач, Сергій Колесник, Анатолій Русначенко.
Створенню Всеукраїнської громадської організації «Спілка офіцерів України» сприяли Іван Плющ, Євген Марчук, Василь Дурдинець, капітан запасу Левко Лук'яненко.
З'їзд відбувався в м. Києві, у колишньому будинку Центральної Ради (нині — Будинок учителя).
- II з'їзд офіцерів відбувся в листопаді 1991 року. У президії З'їзду перебував Міністр оборони України Костянтин Морозов. Учасники З'їзду склали Присягу на вірність українському народові та роз'їхалися по військових гарнізонах з текстом присяги, агітуючи своїх співслужбовців за її прийняття.

З перших кроків своєї діяльності, Всеукраїнська громадська організація «Спілка офіцерів України» займала чітку національну і громадянську позицію, здобула великий авторитет серед військовослужбовців і цивільного населення, впливаючи на процеси у Збройних Силах України і на державну політику.
- III з'їзд Всеукраїнської громадської організації «Спілка офіцерів України» відбувся у квітні 1992 року, рішенням якого, Головою «Спілки офіцерів України» було обрано полковника Григорія Омельченка, а його заступником — капітана Олександра Міленіна.

- IV з'їзд Всеукраїнської громадської організації «Спілка офіцерів України» відбувся у квітні 1993 року, на якому, Головою «Спілки офіцерів України» було обрано генерал-майора Олександра Скіпальського, його заступником став — полковник Роман Костюк.

- V з'їзд Всеукраїнської громадської організації «Спілка офіцерів України» відбувся у грудні 1993 року, Головою «Спілки офіцерів України» було обрано генерал-майора О. Роля, заступником лишився (до своєї передчасної смерті) полковник Р. Костюк (увійшов в історію Спілки, як один із перших її засновників і творців, який незмінно протягом трьох років очолював Київську організацію «Спілки офіцерів України»).

- VI з'їзд Всеукраїнської громадської організації «Спілка офіцерів України» відбувся у червні 1994 року, на чолі «Спілки офіцерів України» перебував полковник В'ячеслав Білоус, його заступником впродовж 1994—1995 років був підполковник Анатолій Єрмак.

- VIII з'їзд Всеукраїнської громадської організації «Спілка офіцерів України» було проведено у грудні 1995 року, на якому першим заступником Голови «Спілки офіцерів України» було обрано генерал-майора Івана Біласа.

- IX з'їзд Всеукраїнської громадської організації «Спілка офіцерів України» відбувся 14 грудня 1996 року, змін у керівництві «Спілки офіцерів України» — не відбувалося. На З'їзді було ухвалено Постанову, в якій було зазначено:

| «"Запропонувати Міністру оборони України план спільних дій по повному введенню української мови навчання і спілкування в військових частинах, штабах, навчальних закладах та інших військових формуваннях у визначений сторонами термін". |
Крім того, Всеукраїнська громадська організація «Спілка офіцерів України» висловила своє ставлення до перебування в Україні іноземних військ і експлуатацію ними матеріальних цінностей:
| "«Спілка офіцерів України» в цілому позитивно ставиться до установлення нормальних, цивілізованих стосунків між Україною та сусідніми державами. Однак з підписаними, з грубим порушенням Конституції України, керівництвом України і Росії документами про місце базування російської частини Чорноморського флоту та її наземних військ на території України, з обсягами оренди, а це майже 20 тис. гектарів землі, 5000 споруд, 20 тис. погонних метрів причалів та узбережжя лише в Криму, а також терміном оренди місць їх базування на території України - 20 років, Спілка офіцерів України погодитись - не може. За гучними фразами про взаємовигідність Угод фактично узаконюється російська військова присутність на всьому узбережжі Криму, що і надалі буде дестабілізувати обстановку в Україні і робить нашу державу заручником Росії. Знаючи агресивний характер політики Росії, її постійну тягу до розширення своїх володінь силовими методами, у випадку розв'язання війни з Росією по українській системі протиповітряної оборони, яка є спільною з російською, а також по орендованих місцях базування російського Чорноморського флоту не лише в Севастополі, а і майже в сотні містечок по всій території Криму буде нанесений упереджувальний смертоносний удар. Таким чином, нейтральна без'ядерна Україна в результаті невиваженої зовнішньої політики її керівництва стане жертвою воюючих сторін. Виходячи з цього та керуючись вимогами Конституції України, Всеукраїнська громадська організація «Спілка офіцерів України» виступає проти ратифікації антиконституційних Угод між Україною та Росією, які наносять шкоду безпеці України. Тому народні депутати України від "Спілки офіцерів України" будуть голосувати проти ратифікації документів у такому вигляді. У зв'язку з цим, Всеукраїнська громадська організація «Спілка офіцерів України» вважала за необхідне: Верховній Раді України, відповідно до вимог ст. 17, 85, 92 та статті 14 Перехідних положень Конституції України, терміново прийняти Закон України "Про порядок допуску та умови перебування іноземних військових формувань на території України», в якому врахувати такі пропозиції: 1.1. Конкретизувати значення терміну "тимчасове перебування", викладеного у ст. 14 Перехідних положень Конституції України; 1.2. Іноземна держава розраховується за орендовані місця базування її військових формувань на території України за світовими цінами; 1.3. Військовослужбовці військових формувань іноземної держави та члени їхніх сімей мають право перебувати та пересуватися в межах орендованих місць базування цих формувань. Після закінчення терміну проходження військової служби вони повинні протягом місяця виїхати за межі України; 1.4. Термін оренди території України не може перевищувати 5 років, враховуючи і час виведення іноземних військових формувань за межі України; 1.5. Вся нерухомість в орендованих місцях базування іноземних військових формувань є власністю України і не може бути приватизованою та проданою; 1.6. Базування кораблів ВМС України та іноземної держави повинно бути в окремих бухтах, без винятку; 1.7. Всі об'єкти наземної та морської інфраструктури ЧФ є власністю України; 1.8. Відшкодування збитків, нанесених на орендованій іноземною державою території України (екологічна шкода, руйнування цінностей культури та інше) компенсується за світовими цінами. Враховуючи, що протягом шести років незалежності сусідніх держав російські військові формування перебували на території України і не сплачували їй за базування й використання берегової інфраструктури і Росія ще 1993 р. приступила до будівництва місць базування свого Чорноморського Флоту на території Росії, надати їй право орендувати дві бухти лише у м. Севастополі на 5 років з оплатою оренди за світовими цінами, за умовою виконання вимог Закону України "Про порядок допуску та умови перебування іноземних військових формувань на території України». Строк оренди враховує і час виведення всіх військовослужбовців та плавзасобів Чорноморського флоту Росії з територіальних вод України." |
- XX з'їзд Всеукраїнської громадської організації «Спілка офіцерів України» відбувся 17 квітня 2010 року. В роботі З'їзду взяло участь 186 делегатів (з 252 обраних) та 50 гостей. Серед гостей З'їзду були: народні депутати України, представники Міністерства оборони України, лідери громадських організацій. Письмові привітання для делегатів З'їзду надіслали: Міністр оборони України Михайло Єжель, командувач Військово-Морських Сил Збройних Сил України віце-адмірал Віктор Максимов, Голова Всеукраїнського братства ОУН-УПА Михайло Зеленчук, Голова об'єднання колишніх вояків-українців у Великій Британії П. Кіщук, секретар ОБВУ М. Ткачук та інші.

Делегати XX з'їзду, у зв'язку з викликами та загрозами Україні, які існували на той час, ухвалили рішення про дискусію щодо формування нової редакції Воєнної доктрини. Вони також звернулися до органів державної влади з пропозицією з приводу формування плану виводу військ Чорноморського флоту з території України в 2017 році, відповідно до вимог Конституції України. В рішенні була надана оцінка практиці призначення на посади Міністерства оборони України осіб, які мали непорозуміння із законами України. З'їзд наголосив на обов'язковість виконання ст. 10 Конституції України стосовно використання української мови в Збройних Силах України та інших військових формуваннях. XX з'їзд Всеукраїнської громадської організації «Спілка офіцерів України» категорично виступив проти зазіхань Уряду України на соціальні гарантії (соціальний пакет) військовослужбовців Збройних Сил України.
Головою Всеукраїнської громадської організації «Спілка офіцерів України» було обрано полковника В'ячеслава Білоуса.
23 травня 2012 року, Голова Всеукраїнської громадської організації «Спілка офіцерів України» В'ячеслав Білоус мав змогу взяти безпосередню участь в парламентських слуханнях на тему: “Стан та перспективи Воєнної організації та сектору безпеки України” від громадських організацій України.
- XXI з'їзд Всеукраїнської громадської організації «Спілка офіцерів України» відбувся 24 листопада 2012 року, на якому Головою «Спілки офіцерів України» було обрано капітана 1 рангу Євгена Лупакова, першим заступником Голови — полковника В'ячеслава Білоуса. За пропозицією полковника В. Білоуса, З'їзд обрав Суд Честі СОУ у складі Голови Суду Честі полковника запасу С. Граба і членів — підполковника запасу Б. Сірука та майора запасу П. Моцю[3].

- XXII позачерговий з'їзд Всеукраїнської громадської організації «Спілка офіцерів України» відбувся 13 грудня 2013 року[4].

- XXIII з'їзд Всеукраїнської громадської організації «Спілка офіцерів України» відбувся 23 листопада 2014 року в Центральному будинку офіцерів Збройних Сил України в м. Києві[5].

- XXIV з'їзд Всеукраїнської громадської організації «Спілка офіцерів України» відбувся 27 листопада 2016 року. Делегатами З'їзду, Головою Всеукраїнської громадської організації «Спілка офіцерів України» було обрано генерал-лейтенанта Олександра Скіпальського, першим заступником Голови ВГО «Спілка офіцерів України» було обрано полковника Саська Олександра Вікторовича. З'їзд вніс оновлення до Статуту Всеукраїнської громадської організації “Спілка офіцерів України” (Протокол від 27 листопада 2016 року №24/2016)[6]. Резолюція 24-го з'їзду Всеукраїнської громадської організації «Спілка офіцерів України» була опублікована в українських ЗМІ[7].

- XXV з'їзд Всеукраїнської громадської організації «Спілка офіцерів України», відповідно Рішення Виконавчого комітету ВГО «Спілка офіцерів України» від 14 червня 2018 року № 3/18, у відповідності до пунктів 5.1 та 5.7.1 Статуту Всеукраїнської громадської організації «Спілка офіцерів України», відбувся 24 листопада 2018 року в приміщенні Будинку письменника в м. Києві. Головою Всеукраїнської громадської організації «Спілка офіцерів України» було переобрано полковника Саська Олександра Вікторовича, першим заступником Голови — керівником Секретаріату ВГО СОУ було обрано полковника Остапа Яшана, заступниками Голови ВГО СОУ було обрано: полковника Віталія Лазоркіна, полковника Юрія Прокопчука та майора Миколу Головецького. Делегати з'їзду прийняли Рішення XXV з'їзду та відповідні заяви і звернення[8].

- XXVI з'їзд Всеукраїнської громадської організації «Спілка офіцерів України», у відповідності до пунктів 5.1 та 5.7.1 Статуту Всеукраїнської громадської організації «Спілка офіцерів України», відбувся 24 липня 2021 року в м. Києві. Головою Всеукраїнської громадської організації «Спілка офіцерів України» було переобрано полковника Саська Олександра Вікторовича, Першим заступником Голови було обрано підполковника Мартіяна Сергія Михайловича. З’їздом також було обрано керівні органи Всеукраїнської громадської організації «Спілка офіцерів України»[9].

12 лютого 2022 року, в зв'язку зі створенням кремлівським режимом реальної гарячої фази агресії, рішенням Центрального Проводу Всеукраїнської громадської організації «Спілка офіцерів України» від 11 лютого 2022 року № 11/2022 була оприлюднена Заява "За Україну будемо воювати!".
Нині Всеукраїнська громадська організація «Спілка офіцерів України» нараховує близько 12 тисяч членів та має свої відокремлені підрозділи у більшості областей та міст України.

## Керівники ВГО «Спілка офіцерів України»
- Вілен Мартиросян (1991—1992)[12]
- Григорій Омельченко (1992—1993)
- Олександр Скіпальський (1993—1993)
- Олександр Роль (1993—1994)
- В'ячеслав Білоус (1994—1998)
- Іван Білас (1998—1999)
- Борис Кожин (1999—2002)
- Григорій Омельченко (2002—2005)
- В'ячеслав Білоус (2005—2012)
- Євген Лупаков (2012—2014)
- Олександр Скіпальський (2016—2018)
- Олександр Сасько (2018 — до т.ч.)